# Wilsons 14 punkter
Wilsons 14 punkter var en erklæring om de principper for fred, som skulle bruges i forbindelse med fredsforhandlinger ved afslutningen af 1. verdenskrig. Woodrow Wilson skitserede i en tale over for USAs Kongres den 8. januar 1918 punkterne, hvori han også fremlagde målet med krigen og de endelige fredsbetingelser. Wilson vigtigste allierede under 1. verdenskrig – Frankrigs premierminister Georges Clemenceau, Storbritanniens premierminister David Lloyd George og Italiens premierminister Vittorio Orlando – var imidlertid skeptiske over for Wilsonske idealisme. Ligeledes var flere republikanske politikere også skeptiske over for principperne.  
USA havde sluttet sig til Ententemagterne i kampen mod Centralmagterne den 6. april 1917. USA's indtræden i krigen havde til dels været på grund af Tysklands genoptagelse af ubådskrigen mod amerikanske handelsskibe, der handlede med Frankrig og Storbritannien og dels Zimmerman-telegram. Wilson ønskede dog at adskille USA's involvering i krigen fra nationalistiske stridigheder eller ambitioner – herunder særligt den europæiske imperialisme, som ikke var velanset i den brede amerikanske befolkning. Således forsøgte Wilson gennem sine fjorten punkter at retfærdiggøre krigen ud fra forskellige moralske årsager.

## Liste over Wilsons 14. punkter
Woodrow Wilsons fjorten punkter var som følge:
1. Åbent førte fredsforhandlinger. Ingen hemmelige aftaler
2. Fri sejlads på alle havene
3. Fri og lige handel
4. Nedrustning under garantier
5. Upartisk ordning af kolonierne, med respekt for de indfødte
6. Tilbagetrækning af alle fremmede tropper i Rusland
7. Genoprettelsen af belgisk uafhængighed
8. Alsace-Lorraine skulle blive fransk igen
9. Italiens grænser skulle trækkes efter nationalitet
10. Selvstændig udvikling for folkene i Østrig-Ungarn
11. Frigørelse af de okkuperede områder på Balkan. Serbien skulle have adgang til havet. Grænser skal trækkes efter nationalitet
12. Selvstændig udvikling for ikke-tyrkere i Tyrkiet
13. Uafhængighed for Polen med polsk adgang til havet
14. Oprettelse af Folkeforbundet[2]